# مسقوفات الرأس
مسقوفات الرأس (الاسم العلمي: Stegocephalia) هي مجموعة من رباعيات الأطراف مثلها مثل سلالاتها من رباعيات الأطراف الموجودة اليوم، صاغ الاسم العلمي الإحاثي الأمريكي إدوارد درينكر كوب في سنة 1868 وجاء من اليونانية στεγοκεφαλια «رأس مسقوف» ويشير إلى كميات كبيرة من الدرع الجلدي الذي تمتلكه بعض الأشكال البدائية الأكبر حجمًا بشكل واضح، الإحاثي الكندي ميشيل لورين أعطى المجموعة أول تعريف فيلوجيني رسمي متضمنًا تقريبًا جميع الفقاريات ذات الأصابع بدلًا من الزعانف.

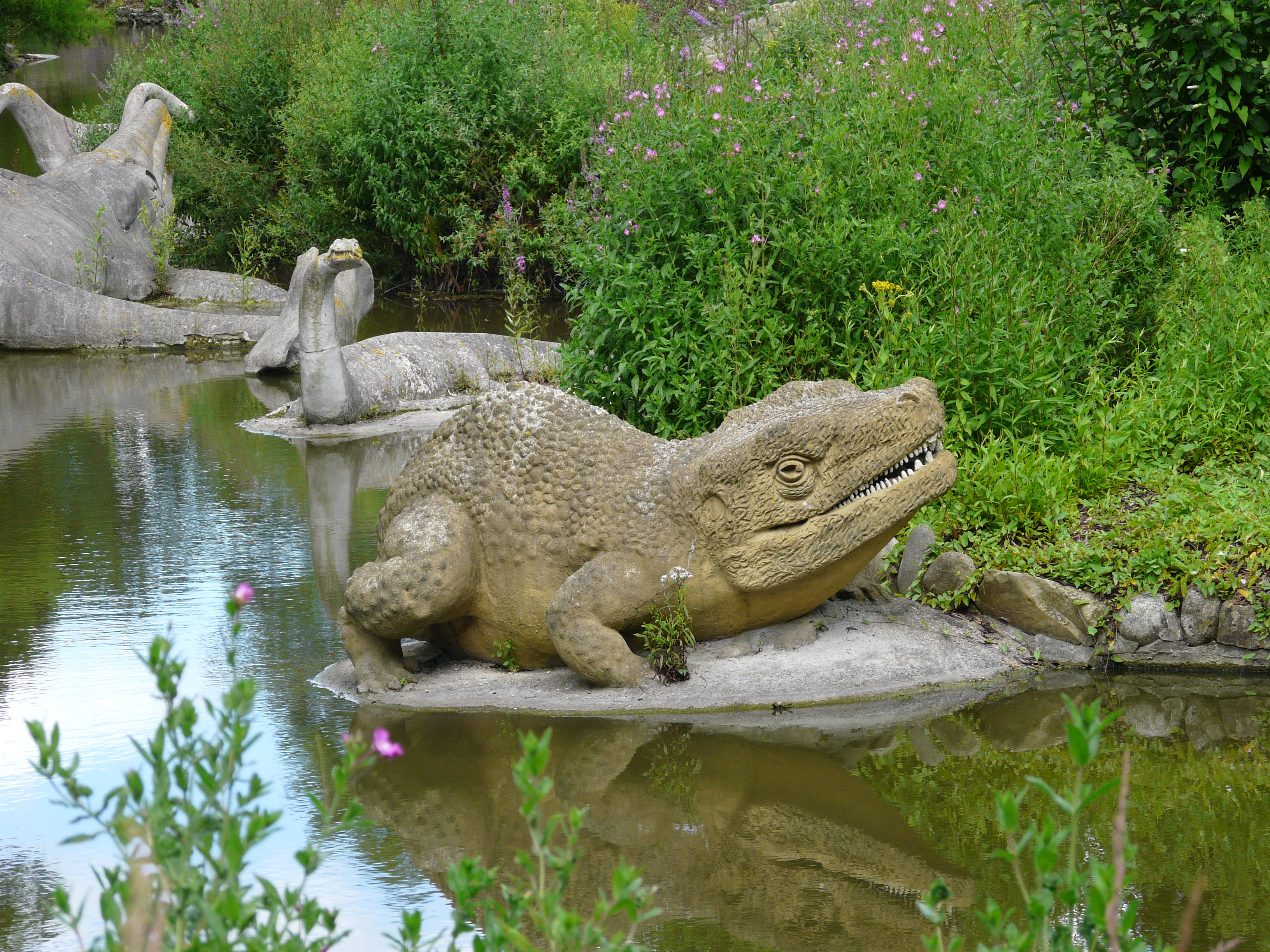
نموذج من القرن ال19 يصور مسقوفات الرأس بدائية مستندًا على علجوم حديث

## وصلات خارجية
- Tree of Life: Terrestrial Vertebrates